# 이스턴 프라미스
《이스턴 프라미스》(Eastern Promises)는 데이비드 크로넌버그가 감독과 맡고 스티븐 나이트가 각본을 쓴 2007년에 개봉한 미국-캐나다-영국의 범죄 스릴러 영화이다. 비고 모텐슨, 나오미 왓츠, 뱅상 카셀, 아민 뮐러 스탈이 주연을 맡았고, 런던에 있는 러시아 마피아와 러시아계 영국인 조산사간의 상호 작용을 통해 이야기를 전개가 된다. 본 촬영은 2006년 11월 런던 인근과 내부에서 시작됐다. 영하는 성매매라는 주재와 러시아 범죄 조직원들이 세기는 일반적인 문신에 대한 자세한 묘사 같은 사실적인 표현을 위해서 두 차례나 플롯 트위스트를 겪었다.
《이스턴 프라미스》는 일부 비평가들에게 있어서 2007년 최고의 영화 탑 10에 들어갈 정도로, 비평적으로 좋은 평가를 받았다. 토론토 국제 영화제에서 청중상과 영국 독립 영화상에서 모텐슨의 남우주연상등 여러 시상식에서 상을 수상했다. 지니상에서는 12개 부문에 후보에 올랐고 골든 글로브상에서도 3개 상에 후보로 올랐다. 또한 모텐슨은 아카데미 남우주연상 후보로 지명되기도 하였다.

## 줄거리
런던의 한 병원에서 러시아계 영국인 산파 안나는 출산 중 사망한 10대 우크라이나 소녀 타티아나의 일기장을 발견한다. 아기의 거처를 찾기 위해 타티아나의 가족을 추적하던 중, 안나는 그녀가 런던 러시아 마피아에 의해 성매매를 강요당했다는 사실을 알게 된다. 일기장에 있던 명함을 따라 찾아간 레스토랑의 사장 세미온은 겉으로는 친절하지만, 실은 마피아 두목이었다. 세미온은 안나를 돕는 척하며 일기장을 복사해 가져간다. 세미온의 운전사이자 해결사인 니콜라이는 세미온의 아들 키릴을 경호한다. 술에 취해 아버지에게 실망을 안겨주는 키릴은 아버지의 허락 없이 체첸 갱단과의 불화를 일으킨다.
일기장을 번역한 안나는 세미온이 타티아나를 강간했고, 낙태를 유도하려 했다는 사실을 알게 된다. 아기의 친부가 세미온이었던 것이다. 세미온은 안나가 진실을 알고 있다는 사실을 눈치채고 병원까지 찾아와 위협한다. 안나는 결국 일기장을 넘기는 대신 타티아나 가족의 소재를 요구한다. 하지만 니콜라이는 가족 주소를 알려주기는 커녕 안나의 삼촌을 살해한다. 
니콜라이는 키릴을 보호한 공으로 조직 내에서 승진한다. 복수를 위해 런던에 온 체첸 갱단은 키릴 대신 니콜라이를 공격하지만, 그는 모두 살해하고 중상을 입어 안나의 병원에 입원한다. 경찰 조사 과정에서 니콜라이는 영국 정부의 허가를 받은 FSB 잠입 요원이라는 사실이 밝혀진다. 그는 세미온을 강간 혐의로 체포하고 조직을 장악하려 한다. 안나는 니콜라이에게 삼촌의 생존 사실을 듣게 되지만, 타티아나의 아기가 사라진 것을 알게 된다. 니콜라이와 안나는 키릴이 아기를 강에 던지려던 것을 막고, 니콜라이는 키릴과 함께 조직을 이끌 것을 제안한다. 결국 니콜라이는 조직의 새로운 두목이 되고, 안나는 타티아나의 아기를 맡아 키우며 영화는 끝난다.

## 캐스팅
- 비고 모텐슨 - 니콜라이 루진
- 나오미 왓츠 - 안나 키트로바
- 뱅상 카셀 - 키릴
- 아민 뮐러 스탈 - 세미온
- 시네이드 큐잭 - 헬렌
- 미나 E. 미나 - 아짐
- 예지 스콜리모프스키 - 스테판
- 도널드 섬터 - 유리
- 라자 쟈프레이 - 닥터 아지즈
- 조세프 엘틴 - 에크렘
- 사라-쟌 라브로스 - 타티아나
- 타티아나 마슬라니 - 타티아나 (나레이션만)
- 테레자 스르보바 - 키릴렌코 (우크라이나 창녀)
- 타머 해선 - 체첸 살인업자 #2
- 올레가르 페도로 - 타투이스트